# غافين ليال
غافين ليال (بالإنجليزية: Gavin Lyall)‏ (و. 1932 – 2003 م) هو صحفي، وكاتب، وروائي بريطاني، ولد في برمينغهام، توفي في لندن، عن عمر يناهز 71 عاماً، بسبب سرطان.

## التعليم
تعلم في كلية بمبروك ‏.

## وصلات خارجية
- غافين ليال على موقع IMDb (الإنجليزية)
- غافين ليال على موقع قاعدة بيانات الفيلم (الإنجليزية)
- غافين ليال في قاعدة بيانات الأفلام على الإنترنت